# Grammisgalan 2009
Grammisgalan 2009 hölls på Hovet i Stockholm den 7 januari år 2009, och gällde 2008 års prestationer. Galan sändes direkt i TV4.
Programmet producerades av Baluba, och sågs av 851.0000 TV-tittare. Artistuppträdanden av In Flames med Timo Räisänen, A Camp, Supreme Court Allstars (Christian Falk, Robyn & Salem Al Fakir med vänner), Takida med Immanuel Gospel, E.M.D., Christian Walz. Under Grammisförgalan uppträdde även Anna Maria Espinosa, Ska'n'Ska. Programledare i TV-direktsända Grammisgalan: Gry Forssell & Adam Alsing.

## Priser
- Årets live: Robyn
- Årets dans/hiphop/soul: Afasi & Filthy
- Årets nykomling: Andreas Kleerup
- Årets hårdrock: In Flames
- Årets grupp: The Soundtrack of Our Lives
- Årets album: Anna Ternheim – Leaving on a Mayday
- Årets manliga artist: Håkan Hellström
- Årets kvinnliga artist: Anna Ternheim
- Årets låt: E.M.D. – Jennie let me love you
- Årets barnalbum: Trazan & Banarne – Swingtajm
- Årets dansband/schlager: Lasse Stefanz
- Årets folkmusik/visa: Abalone Dots
- Årets jazz: Esbjörn Svensson Trio
- Årets klassiska: Allmänna Sången & Anders Widmark: Resonanser
- Årets kompositör: Andreas Kleerup
- Årets producent: Andreas Kleerup
- Årets textförfattare: Annika Norlin – (Hello Saferide)
- IFPI:s hederspris: Robert von Bahr
- Regeringens Musikexportpris: Björn Ulvaeus & Benny Andersson
- MTV-priset för bästa video: They Live By Night – Catching up (Regi: Senay&Kolacz)
- Bästa elektroniska producent: Eric Prydz
- Årets innovatörer: The Fooo Conspiracy

### Fotnoter
1. ↑  ”2009-01-07”. Svensk mediedatabas. 7 januari 2009. https://smdb.kb.se/catalog/id/002440938. Läst 1 mars 2017.
2. ↑  Maria Zandihn (8 januari 2009). ”Tittartapp för Grammisgalan”. Skånska dagbladet. Arkiverad från originalet den 2 mars 2017. https://web.archive.org/web/20170302112509/http://www.skd.se/2009/01/08/tittartapp-for-grammisgalan/. Läst 1 mars 2017.